# Andrena dolosa
Andrena dolosa är en biart som beskrevs av Morawitz 1894. Andrena dolosa ingår i släktet sandbin, och familjen grävbin. Inga underarter finns listade i Catalogue of Life.